# 原田夏希 宴もたけなわではございますが
原田夏希　宴もたけなわではございますが（はらだなつきえんもたけなわではございますが）は、TBSラジオで放送されていた、女優の原田夏希がパーソナリティを務めるトーク番組である。2012年4月8日放送開始、2013年3月31日終了。

## 概要
原田夏希が初めてレギュラー出演するラジオ番組。原田が座長で、サブパーソナリティとなるTBSアナウンサー・山本匠晃が劇団員という体裁を取り、2部構成によるトーク番組としてスタートした。
前半は歌からテーマを取ってのショートストーリー、後半はゲストを迎えてのトークコーナー。ただし、4月8日放送（第1回目）と9月2日放送は原田を山本がインタビューする形となり、ゲスト出演者はいなかった。

## 出演者
- 原田夏希 （女優）
- 山本匠晃 （TBSアナウンサー）

## ゲスト出演者
| 年     | 月日             | 氏名                   | 備考                       |
| ------ | ---------------- | ---------------------- | -------------------------- |
| 2012年 | 4月15日、22日    | 行定勲                 | 映画監督                   |
| 2012年 | 4月29日、5月6日  | 大林宣彦               | 映画監督                   |
| 2012年 | 5月13日、20日    | 東ちづる               | 女優                       |
| 2012年 | 5月27日、6月3日  | 林真理子               | 作家                       |
| 2012年 | 6月10日、17日    | 泉谷しげる             | シンガーソングライター     |
| 2012年 | 6月24日、7月1日  | 直居由美里             | 風水建築デザイナー         |
| 2012年 | 7月8日、15日     | 吉田麻也               | サッカー選手               |
| 2012年 | 7月22日          | 辻井いつ子             | ピアニスト・辻井伸行の母親 |
| 2012年 | 7月29日          | 舘鼻則孝               | デザイナー                 |
| 2012年 | 8月5日           | 福士誠治               | 俳優                       |
| 2012年 | 8月12日          | デジカット             | 音楽グループ               |
| 2012年 | 8月19日、26日    | 萩本欽一               | コメディアン               |
| 2012年 | 9月9日、16日     | 大林宣彦               | 映画監督                   |
| 2012年 | 9月23日          | 駒田一                 | 俳優                       |
| 2012年 | 9月30日、10月7日 | 仲里依紗               | 女優                       |
| 2012年 | 10月14日         | 岡村麻純               | タレント                   |
| 2012年 | 10月21日、28日   | 堺雅人                 | 俳優                       |
| 2012年 | 11月4日、11日    | ゲッターズ飯田         | 占い師                     |
| 2012年 | 11月25日         | 武内英樹               | 映画監督                   |
| 2012年 | 12月2日、9日     | 長友りえ               | サッカー選手長友佑都の母親 |
| 2012年 | 12月16日、23日   | 戸田恵子               | 女優、声優                 |
| 2012年 | 12月30日         | 丸々もとお（丸田基雄） | 夜景評論家                 |
| 2013年 | 1月6日、13日     | 島田秀平               | お笑い芸人                 |
| 2013年 | 1月20日、27日    | 陣内孝則               | 俳優                       |
| 2013年 | 2月10日          | 三遊亭神楽             | 落語家                     |
| 2013年 | 2月17日、24日    | 榎木孝明               | 俳優                       |
| 2013年 | 3月3日、10日     | 中村俊介               | 俳優                       |
| 2013年 | 3月17日、24日    | 片岡鶴太郎             | 俳優、タレント             |